# Сандра Селимовић
Сандра Селимовић ромска је глумица, редитељка, реперка и активисткиња. Рођена је 1981. године у Зајечару. Са пет година емигрирала је са породицом из Србије у Беч. Своју сценску каријеру започела је 1994. године и постала је популарна глумица, редитељка и реперка на независној позоришној сцени у Бечу. Говори пет језика.
Заговорница је оснаживања жена у ромској заједници и посвећена борби против ромофобије. Заједно са сестром Симонидом Селимовић, основала је „Романо Свато”, прво феминистичко и професионално ромско позоришно удружење.
Као реперка, Сандра Селимовић наступа у саставу дуа „Минџ пантер”. Назив потиче од ромске речи „минџа”, што је вулгаран израз за вагину, и комбинује га са речју „пантер”, по узору на покрет Црни пантер, те има за циљ да изазове асоцијацију на побуну.